# Asociación Paralímpica Británica
La Asociación Paralímpica Británica (en inglés: British Paralympic Association) es el comité paralímpico nacional que representa al Reino Unido. Esta organización es la responsable de las actividades deportivas paralímpicas en el país. Es miembro del Comité Paralímpico Internacional y del Comité Paralímpico Europeo.